# Le Contemporain (1911-1915)
Pour les articles homonymes, voir Le Contemporain.
Le Contemporain est une revue mensuelle « de littérature, de politique, de science, d'histoire,d'art et de société » publiée de 1911 à 1915 à Saint-Pétersbourg. Les principaux rédacteurs étaient Alexandre Amfiteatrov (ru) et Nicolas Soukhanov.

## Histoire
La revue a été fondée en 1915, reprenant un nom prestigieux, Le Contemporain. La direction de la publication est confiée à P. V. Bykov, puis à partir de 1914 à V. E. Troutovski, mais elle est en fait dirigée par Alexandre Amfiteatrov (ru), puis Nicolas Soukhanov (Nikolaï Nikolaïevitch Himmer). Maxime Gorki, auquel Lénine avait conseillé en 1911 de ne pas prendre la direction de la revue pour s'investir plus dans le mouvement social, y exerce cependant une certaine influence. 
Elle paraît mensuellement de 1911 à 1915, à partir de 1914 deux fois par mois. S'y expriment notamment des mencheviks, des socialistes-révolutionnaires, des socialistes-populaires (ru) et des libéraux de gauche. Elle se présente comme « organe socialiste non partisan », et cherche à rapprocher les marxistes et les narodniki, ce qui lui vaut les critiques de Lénine.  
En littérature, avec le retrait de Maxime Gorki, elle souffre de l'absence d'une vision éditoriale, et voit sa notoriété littéraire diminuer. Elle cependant publié Gorki, Mykhaïlo Kotsioubynsky, Evgueni Tchirikov, Cholem Aleikhem, Andreï Biély, puis Remizov, Zamiatine et d'autres. Des poèmes d'Alexandre Blok, d'Ivan Bounine, de Demian Bedny, de Nikolaï Kliouïev, et de Sacha Tchorny y ont également été publiés.